# Desisława Achładowa
Desisława Achładowa, bułg. Десислава Ахладова (ur. 17 marca 1974) – bułgarska prawniczka, sędzia, od 2020 do 2021 minister sprawiedliwości.

## Życiorys
Ukończyła studia prawnicze na Południowo-Zachodnim Uniwersytecie im. Neofita Riłskiego w Błagojewgradzie. W 2000 zaczęła orzekać jako sędzia w sądzie rejonowym w Perniku. Pełniła w nim funkcję zastępcy dyrektora administracyjnego, a od 2014 do 2017 była prezesem tego sądu. Później została dyrektorem administracyjnym sądu administracyjnego w Perniku. Została zastępczynią ministra sprawiedliwości w okresie, gdy resortem tym kierowała Cecka Caczewa. We wrześniu 2020 stanęła na czele tego ministerstwa w trzecim rządzie Bojka Borisowa. Urząd ten sprawowała do maja 2021.
W kwietniu 2021 z ramienia partii GERB uzyskała mandat posłanki do Zgromadzenia Narodowego 45. kadencji. W następnym miesiącu doszło do rozpisania przedterminowych wyborów parlamentarnych. Desisława Achładowa zdecydowała się powrócić do pracy w zawodzie sędziego.